# Brandon Brown (baloncestista de 1991)
Brandon Dwayne Brown (Phoenix, Arizona, 18 de septiembre de 1991) es un baloncestista estadounidense que pertenece a la plantilla del BC Rilski Sportist de la liga búlgara. Con 1,83 metros de estatura, juega en la posición de base. 

## Trayectoria deportiva

### Universidad
Comenzó su andadura universitaria en el Phoenix College de la NJCAA, donde jugó dos temporadas en las cuales, en la primera de ellas ganó el campeonato de la División II, y al año siguiente fue elegido jugador del año tras liderar el país en puntos y quedar tercero en asistencias, además de batir el récord histórico del college en anotación, al lograr 1.603 puntos.
Las dos siguientes temporadas las jugó con los Lions de la Universidad Loyola Marymount, en las que promedió 13,2 puntos, 2,8 rebotes y 4,9 asistencias por partido. En su última temporada fue incluido en el segundo mejor quinteto de la West Coast Conference.

### Profesional
Tras no ser elegido en el Draft de la NBA de 2017, firmó su primer contrato profesional con el equipo suizo del BC Boncourt, donde jugó una temporada en la que promedió 27,0 puntos y 4,0 rebotes por partido, siendo el máximo anotador de la liga.
El 25 de septiembre de 2018 firmó con el equipo griego del Panionios B.C., pero solo jugaría cuatro partidos, en los que promedió 8,7 puntos y 3,7 rebotes. Tras ser cortado, en noviembre fichó por el Union Poitiers Basket 86 de la Pro B francesa, donde tampoco tuvo continuidad, ya que disputó cinco partidos, en los que promedió 10,4 puntos y 3,2 asistencias.
El 7 de enero de 2019 fichó por el Union Neuchâtel Basket suizo.